# Prawo składu

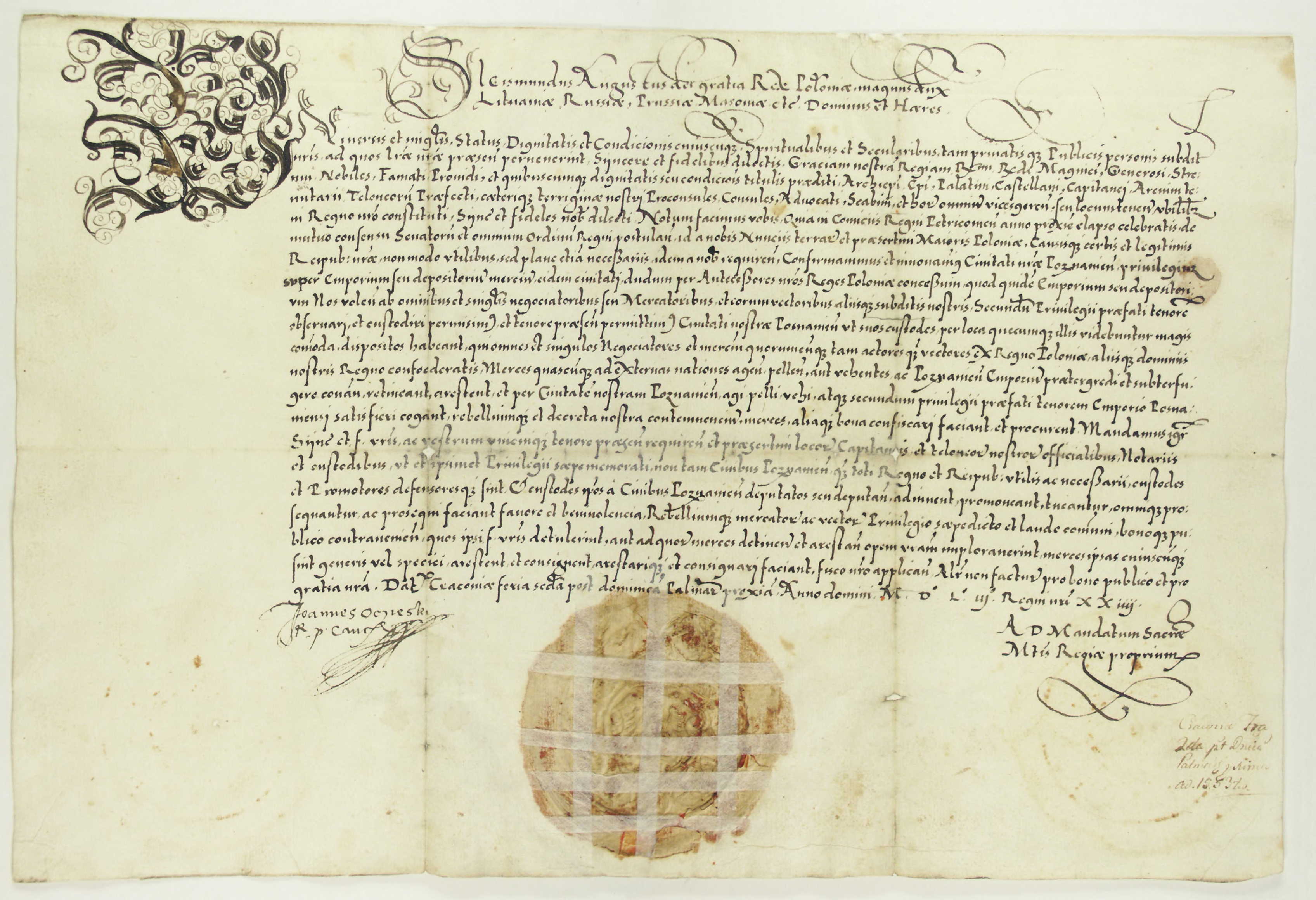
Dokument z 1553 roku: król Zygmunt II August przypomina, iż na sejmie piotrkowskim w roku ubiegłym potwierdzone zostało prawo składu miasta Poznania

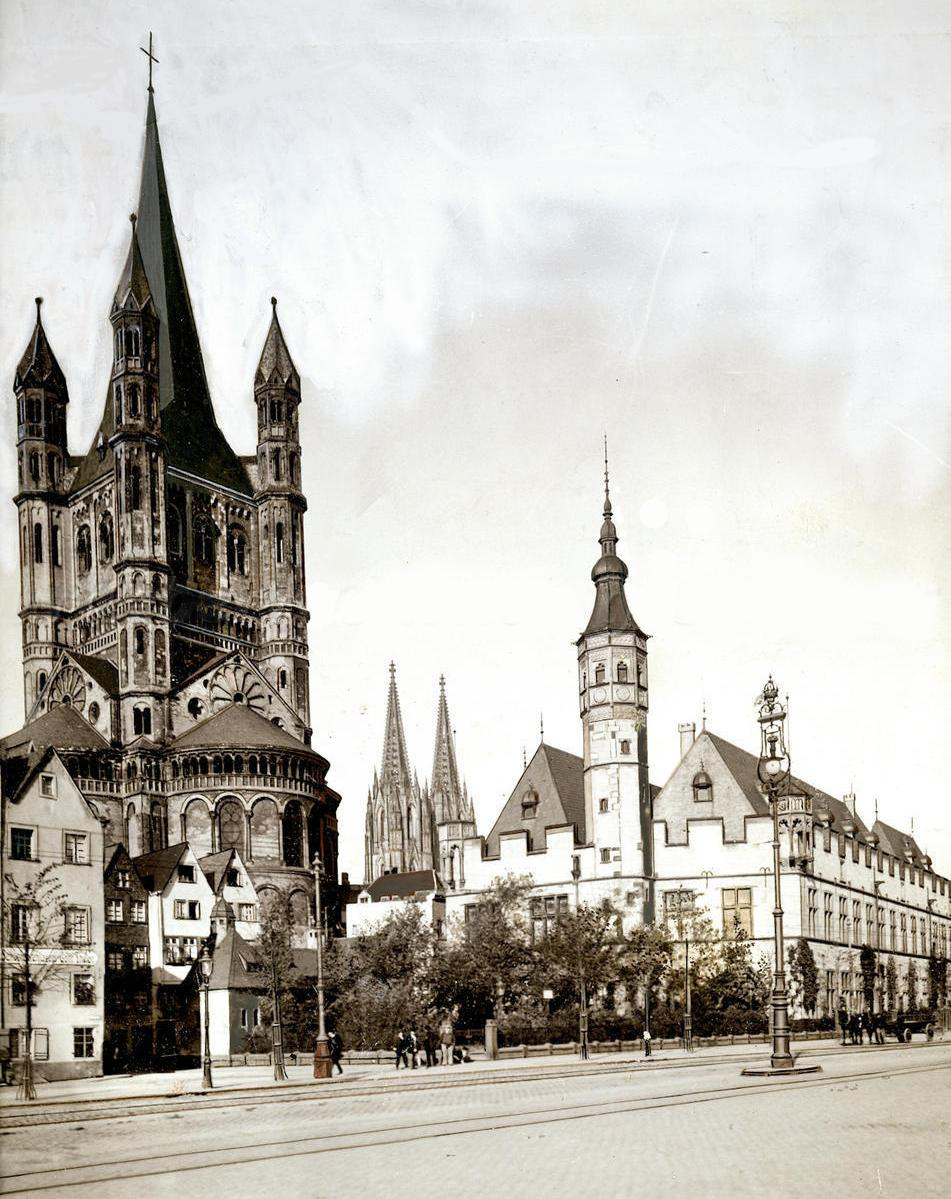
Po prawej Stapelhaus w Kolonii

Prawo składu (łac. ius stapulae) – przywilej handlowy nadawany miastom lokacyjnym od XIII wieku (w Polsce od końca XIII wieku), wywalczony przez miasta, polegający na nałożeniu na przejeżdżających przez miasto kupców obowiązku wystawienia na sprzedaż przewożonych towarów. Prawo składu rozwinęło się szczególnie w Europie Środkowej. Na ziemiach polskich jako pierwszy prawo uzyskał Wrocław (1274). Prawo składu straciło swe znaczenie w XVII-XVIII wieku.
Rodzaje:
- bezwzględne prawo składu – obowiązek sprzedania danego towaru lub wszystkich towarów (kupiec nie mógł ich wywieźć)[3]
- względne prawo składu – obowiązek wystawienia towaru i jego sprzedaży przez pewien określony czas (np. 8 dni). Po jego upływie pozostały towar można było transportować dalej[3]
- częściowe prawo składu – obowiązek sprzedania niektórych towarów[6]

Z prawem składu ściśle związany był przymus drogowy. Kupcy byli zobowiązani do podróżowania ściśle określonymi drogami handlowymi, na których znajdowały się miasta mające prawo składu. Powszechne stosowanie prawa składu przypadło na panowanie Kazimierza Wielkiego (1333–1370).
Z punktu widzenia średniowiecznych ludzi, upatrywali oni w prawie składu główne źródło pomyślnego rozwoju miasta. Z drugiej strony przywiązanie miast do posiadanych praw składu powodowało wzrost aktywności obcych kupców, a niedocenianie własnej aktywności handlowej.